# Inka
Inka Shōmei (印可証明), (em coreano: Inga) é um termo usado no Budismo Zen  para denotar um alto nível de certificação. Literalmente significa "o selo legítimo de prova apresentada claramente". No passado, inka era dada usualmente na forma de um documento real, mas esta prática não é mais comum. Um mestre Zen qualificado dá o inka apenas a seus estudantes que se tenham demonstrado líderes e capazes de ensinar.

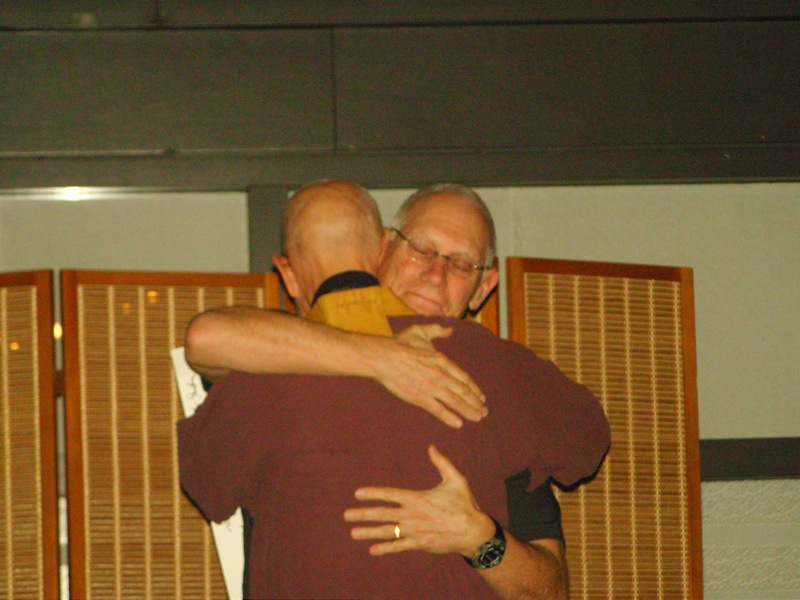
Dennis Genpo Merzel dando o inka a Musai Sensei, tornando-o um roshi

James H. Austin diz que "O ideograma para inka tem duas partes: in está de um lado, ka do outro. O significado inicial reside no caractere para in (yin em chinês). A metade direita deste in consiste num caractere antigo na forma do nosso P moderno. Em tempos antigos este caractere representava um objeto real. Era a imagem da metade direita (P) do selo imperial oficial (IP), após o imperador haver quebrado o selo na metade." A metade direita do selo era então dada a um indivíduo que poderia agir por autoridade do imperador, enquanto o próprio imperador manteria a metade esquerda. Na escola Rinzai de Zen, inka é o indicador oficial de um mestre e denota um indivíduo que completou com sucesso o estudo dos koans e recebeu o título de roshi.
De acordo com Peter Matthiessen, "Na tradição Rinzai, inka é equivalente à transmissão do dharma".
Em outras escolas, como na Harada-Yasutani, inka é uma aprovação que vai além da transmissão do Dharma — dada a um mestre que confirmadamente é "um sucessor iluminado do Buda". Na escola de Zen Kwan Um, inga não está associado à transmissão do Dharma; denota, ao invés disso, que o indivíduo é um Ji Do Poep Sa Nim e pode liderar retiros e ensinar a prática de koans aos outros. A escola de Zen japonesa Sōtō também confere inka shōmyō (ou inshō) a estudantes com o sentido de "'[passar] o selo de aprovação a uma realização da iluminação'" — e um estudante precisa passar por uma cerimônia shiho para receber a transmissão do Dharma.